# Richard Kirwan
Richard Kirwan (Cloughballymore, 1º agosto 1733 – Dublino, 22 giugno 1812) è stato un biologo irlandese.
Ebbe una carriera ricca di riconoscimenti: nel 1780 venne eletto fellow della Royal Society, nel 1782 vinse la medaglia Copley, nel 1789 fu eletto  socio straniero dell'American Academy of Arts and Sciences  e fu presidente della Royal Irish Academy dal 1799 al 1812.
Sostenne assiduamente la teoria del flogisto. La sua opera più importante sono gli Elementi di mineralogia (1784), scienza di cui è considerato fondatore.